# Mariângela Cantú
Mariângela Martins Cantú (Rio de Janeiro, 18 de abril de 1960) é uma dubladora, atriz, autora e diretora teatral brasileira. Mariângela é a mãe dos também dubladores Sérgio e Gabriela Cantú.

## Biografia
Mariângela é célebre por ter dublado Marge Simpson no seriado estadunidense Os Simpsons em 1997 bem como a Dra. Grace Augustine no filme Avatar.
Já dublou vários personagens de filmes, novelas mexicanas, seriados, desenhos e entre outros. Participou de quadros do TV Xuxa (Rede Globo) como a Furúncula Repolhuda e fez aparições rápidas nas novelas Alma Gêmea, Ti-Ti-Ti, entre outras.

## Prêmios e indicações
- 2010 - Prêmio Yamato - Vencedora na categoria "Melhor dubladora de protagonista"[3]

- 2012 - Prêmio da Dublagem Carioca - Vencedora na categoria "Melhor atriz em dublagem coadjuvante"[4]

## Peças de teatro
- "O Sumiço da Roupa do Papai Noel" como autora, produtora, diretora e atriz;
- "Uma Banana Incomoda Muita Gente!" como autora, produtora e atriz;
- "Socorro! Os Desenhos Ficaram Mudos!" como autora, produtora, diretora e atriz.
- “Allan Kardeck - Um Olhar para a Eternidade” (atriz)
- “O Milagre de Fátima” (atriz)
- “Oxigênio” (diretora)
- “O Mágico de Oz” (atriz)
- “O Milagre do Sol” (atriz, autora e co-diretora)
- “Beijando e Engolindo Sapos” (atriz, autora e produtora) (indicação de melhor texto e melhor atriz)
- “Geração Trianon” (atriz).